# 쌍르현

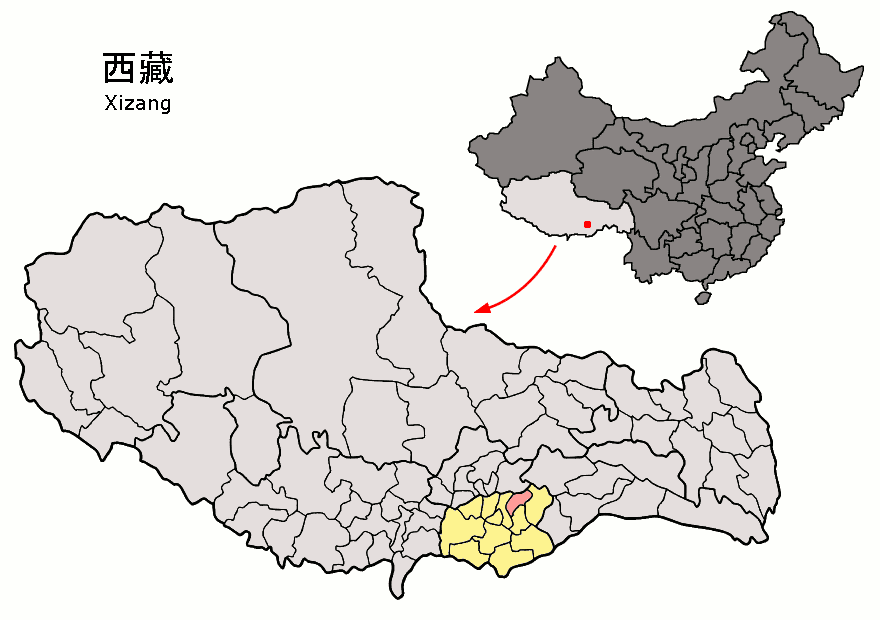
쌍리 현의 위치

쌍르현(티베트어: ཟངས་རི་རྫོང་ 쌍리 종, 중국어: 桑日县, 병음: Sāngrì Xiàn)은 티베트 자치구 산난 지구의 현급 행정구역이다. 넓이는 2634km2이고, 인구는 2007년 기준으로 20,000명이다.

## 지리
최고점 해발고도는 5992m, 최저점 해발고도는 3377m이다. 연평균 기온은 8°C이고 연평균 강수량은 350mm이다.

## 행정 구역
1개 진, 3개 향을 관할한다.
- 진: 桑日镇.
- 향: 增期乡, 白堆乡, 绒乡.